# Cuestión de peso (Bolivia)
Cuestión de peso fue un programa de televisión boliviano producido por Endemol Bolivia para la cadena de televisión Red Uno. Es una adaptación local del programa argentino del mismo nombre emitido por El Trece; posee adaptaciones en Chile emitido por  Canal 13, en España emitido por Antena 3 y en Paraguay emitido por LaTele.

## Argumento
En la primera temporada ingresan dieciocho participantes, que tienen por el objeto el de descenso de peso en forma saludable. La metodología para el descenso de peso consiste en el seguimiento médico, la actividad física y la corrección en las conductas alimentarias, a lo que se suma el estímulo en los tratamientos dado por un sistema de premios y castigos semanales. Los participantes compiten por un premio en dinero todas las semanas, que es acumulativo hasta el fin de su participación, ya sea porque abandonen el programa o lleguen a su instancia final, siempre que hubiesen cumplido los objetivos de descenso de peso que se les proponen.

## Pesajes
Los pesajes del programa se dividen en tres grupos:
- Pesajes de Control: se realizan para saber cuántos kilos ha bajado el participante. Se realiza todos los días menos lunes y viernes.

- Pesajes de Eliminación: se realizan los lunes y viernes. Los pesajes de eliminación de los lunes castigan al participante que haya aumentado de peso con respecto al viernes anterior. Los pesajes de los miércoles, fueron agregados con el objetivo de que los participantes no lleguen tan complicados Los pesajes de eliminación de los a los viernes; ese día, deben mantener el peso del viernes.

Pero los días viernes castiga al participante que no haya logrado disminuir su peso en un 1% con respecto al viernes anterior. El castigo es, como su nombre lo indica, la eliminación del programa.
- Pesajes de Competencia: los participantes son divididos en cuatro grupos de acuerdo a su nivel de sobrepeso. Cada grupo compite un día de la semana entre sí para saber quién ha bajado más porcentaje respecto de la semana anterior. El premio al que más haya bajado es de 1000 Bs y además pasa a la final del viernes. En la final del viernes la gente debe llamar desde su celular para votar a uno de los cuatro participantes. El que saque más votos gana 5.000 Bs.

Si el participante se ha pesado un miércoles y ha bajado de peso se le obsequia un permitido, es decir, una pequeña porción de algún alimento dulce o salado que el obeso no puede comer por la dieta y se le permite ingerirlo solamente en esa ocasión.

## Participantes

### Primera temporada
18 son los concursantes elegidos para participar en la primera temporada del programa.
- Robert
- Maricela
- Wualdy
- Karin
- Luis
- Rodrigo
- Gustavo
- Carla
- Mary
- Moira
- Pablo
- José Luis

## Equipo
El programa es conducido por Ximena Zalzer y cuenta con un grupo de especialistas en el área de la obesidad:
- Un nutricionista
- Tres médicos
- Dos psicólogas
- Un entrenador personal